# سفارة أرمينيا في القاهرة
سفارة أرمينيا في القاهرة،هي بعثة دبلوماسية رسمية من دولة أرمينيا إلى مصر.
يقع مبنى السفارة في 20 شارع محمد مظهر في حي الزمالك،القاهرة.السفارة تغطي أيضاً بلدان السودان ،ليبيا،أثيوبيا وجنوب أفريقيا كجزء من ولايتها.
أول سفير لأرمينيا كان إدوارد نالبانديان (1992-1999) ثم تلاه سيرجي ماناساريان (1999-2004) ومن ثم روبين كارابيتيان (2004-2009) ومنذ 22 يوليو 2009، السفير الحالي لأرمينيا هو أرمين ملكونيان.

## تاريخ مبنى السفارة

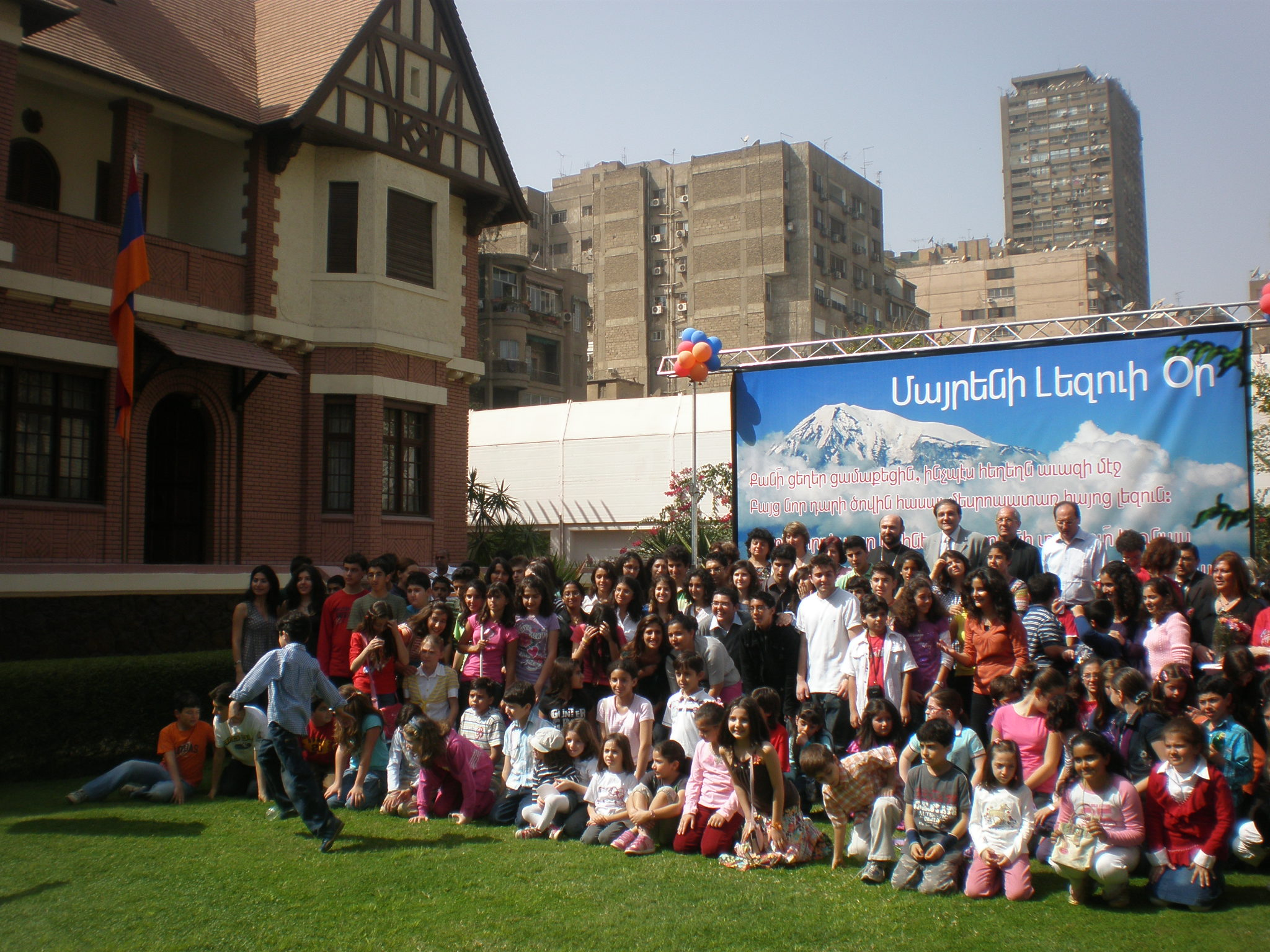
الأحتفال بيوم اللغة الأرمينية داخل السفارة.

مبنى السفارة يقع في حي الزمالك الراقي حيث تقع معظم سفارات الدول الأجنبية الأخرى.في عام 1927 صمم المهندس المعماري آنترانيكيان تصميم الفيلا.